# Hammond (Indiana)
Hammond is een plaats (city) in de Amerikaanse staat Indiana, en valt bestuurlijk gezien onder Lake County.

## Demografie
Bij de volkstelling in 2000 werd het aantal inwoners vastgesteld op 83.048.
In 2006 is het aantal inwoners door het United States Census Bureau geschat op 78.292, een daling van 4756 (-5.7%).

## Geografie
Volgens het United States Census Bureau beslaat de plaats een oppervlakte van 64,4 km², waarvan 59,3 km² land en 5,1 km² water.

## Onderwijs

### Universiteiten
De Purdue-universiteit heeft een campus in Hammond.

### Middelbaar Onderwijs
Er zijn in Hammond 2 gecombineerde High School/Middle School en 2 aparte High Schools en 2 aparte Middle Schools gevestigd:
- Clark MS/HS
- Eggers MS
- Gavit MS/HS
- Hammond HS
- Morton HS
- Scott MS

### Basisonderwijs
Verspreid over Hammond zijn er 14 "Elementary Schools" (basisscholen):
- Columbia ES
- Edison ES
- Franklin ES
- Harding ES
- Hess ES
- Irving ES
- Jefferson ES
- Kenwood ES
- Lafayette ES
- Lincoln ES
- Maywood ES
- Morton ES
- O’Bannon ES
- Wallace ES

## Verkeer en vervoer

### Wegverkeer
Hammond is bereikbaar via Interstate 90 en Interstate 94. De U.S. Route 41 is de belangrijkste verbindingsweg binnen Hammond.

### Openbaar vervoer
"The South Shore Train" (South Bend Airport - Chicago) heeft een station in Hammond. Ook de "Wolverine"-spoorlijn van Amtrak (Chicago-Pontiac) heeft een station in Hammond.

## Geboren
- Dory Funk (1919-1973), professioneel worstelaar
- David Wilkerson (1931-2011), evangelist, voorganger en schrijver van christelijke boeken
- Terry Funk (1944-2023), acteur en professioneel worstelaar

## Plaatsen in de nabije omgeving
De onderstaande figuur toont nabijgelegen plaatsen in een straal van 8 km rond Hammond.